# Kalinowskij (rejon argajaszski)
Kalinowskij (ros. Калиновский) – osiedle w Rosji, w obwodzie czelabińskim, w rejonie argajaszskim. W 2010 liczyło 89 mieszkańców.